# Laurin & Klement – Škoda 360
Laurin & Klement 360 (známý také jako Laurin & Klement – Škoda 360 nebo jen Škoda 360) byl automobil vyráběný československou automobilkou Laurin & Klement od roku 1926 do roku 1927.
Motor byl vodou chlazený řadový čtyřválec s rozvodem OHV. Měl výkon 40 kW (55 koní) a objem válců 3970 cm³. Dosahoval rychlosti až 100 km/h. Podvozek pocházel z typu 350.
Vyrobeno bylo celkem 27 kusů.